# Valeriana ulei
Valeriana ulei là một loài thực vật có hoa trong họ Kim ngân. Loài này được Graebn. miêu tả khoa học đầu tiên..